# Ichneumon stenogaster
Ichneumon stenogaster är en stekelart som beskrevs av Heinrich Boie 1841. Ichneumon stenogaster ingår i släktet Ichneumon och familjen brokparasitsteklar. Inga underarter finns listade i Catalogue of Life.